# Plaça de la Virreina
La plaça de la Virreina es troba a la Vila de Gràcia de Barcelona, i està situada en un entrant dels carrers d'Astúries i de l'Or, i és accessible pels de l'Església, el de la Santa Creu i el de Torrijos. Popularment, també se la coneix com la plaça de Sant Joan, pel fet que allotja la parròquia homònima del segle xix.

## Història
Rep el nom del desaparegut palau de La Virreina, antiga residència d'estiueig del virrei Manuel d'Amat i de Junyent. Tanmateix, aquest morí pocs anys després de la finalització i la seva vídua Maria Francesca Fiveller de Clasquerí i de Bru va fer-se càrrec de l'administració d'aquest i del palau de la Rambla. Durant aquest període, mantingué un actiu i intens usdefruit de la mansió seguint l'estil de l'alta societat barcelonina de l'època.
La plaça es va urbanitzar el 1878 a partir del projecte de l'arquitecte Josep Artigas i Ramoneda, al mateix temps que s'iniciaven les obres de l'església de Sant Joan, les quals no finalitzarien fins al 1884. S'instal·laren bancs de pedra a banda i banda de la plaça alhora que es plantaren diversos plataners.
Durant els primers anys, no s'hi van celebrar actes de la Festa Major de Gràcia per respecte a l'església, encara que s'oficiaven les principals festes religioses. L'Orfeó Gracienc hi va començar a organitzar ballades de sardanes a partir de la dècada de 1920. No seria fins a l'any 1947 que els veïns de la plaça començaren a participar de la Festa Major a la plaça.
Durant la Guerra Civil espanyola, els veïns de la zona es refugiaren dels bombardejos de l'aviació italiana al refugi antiaeri que es trobava a un costat de la plaça i del que se'n desconeix l'estat de conservació.
Al bell mig de la plaça hi ha una font pública anomenada Font de Rut. La base de pedra és prismàtica amb un broc i una pica a cadascun dels costats, i és coronada per una escultura en bronze que representa la figura bíblica de Rut. Porta als seus braços un manat d'espigues, fet que li ha dut a ser anomenada també l'Espigoladora. És obra de l'escultor Josep Maria Camps i Arnau. i va ser inaugurada l'11 de setembre de 1949, coincidint amb la que seria la diada de Catalunya.

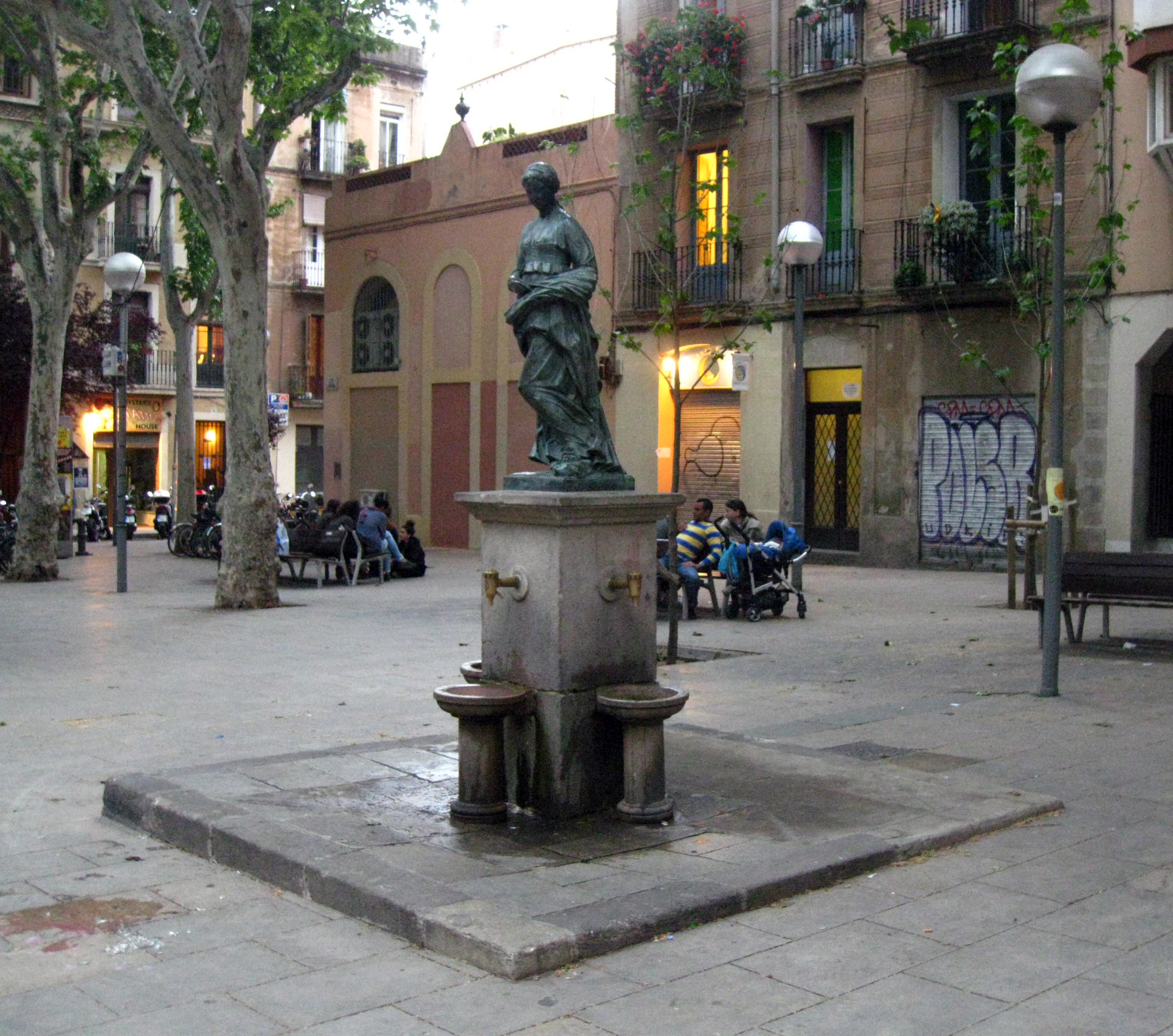
Font de Rut el 2013